# 基日島
基日島（俄语：Ки́жи，羅馬化：Kizhi，卡累利阿語：Kiži）是俄羅斯卡累利阿共和國的小島，位於奧涅加湖的中央，面積5平方公里，從北到南長6公里、闊1公里，距離首府彼得羅扎沃茨克68公里。
島上的鄉鎮和木造教堂在15世紀興建，低溫抑制細菌生長，使木材建築得以保存，1990年被列入世界文化遺產，是知名的觀光景點。
62°04′00″N 35°14′17″E / 62.06667°N 35.23806°E

## 外部連結
- Official homepage（页面存档备份，存于） （英文）
- Official homepage in Russian（页面存档备份，存于） （俄文）
- Gallery of the Kizhi Museum（页面存档备份，存于）
- Kizhi virtual tours（页面存档备份，存于）
- Orthodox shrines in Kizhi
- Virtual visit to Kizhi
- Russian page on Kizhi（页面存档备份，存于）
- English Travel Guide to Kizhi
- Satellite picture by Google Maps